# Horní Poříčí (Moravia meridionale)
Horní Poříčí (in tedesco Ober Porschütz) è un comune della Repubblica Ceca facente parte del distretto di Blansko, in Moravia Meridionale.
Tra le sue opere più imponenti c'è il grande cima volante, che suona un flauto.